# Fehérgyarmat

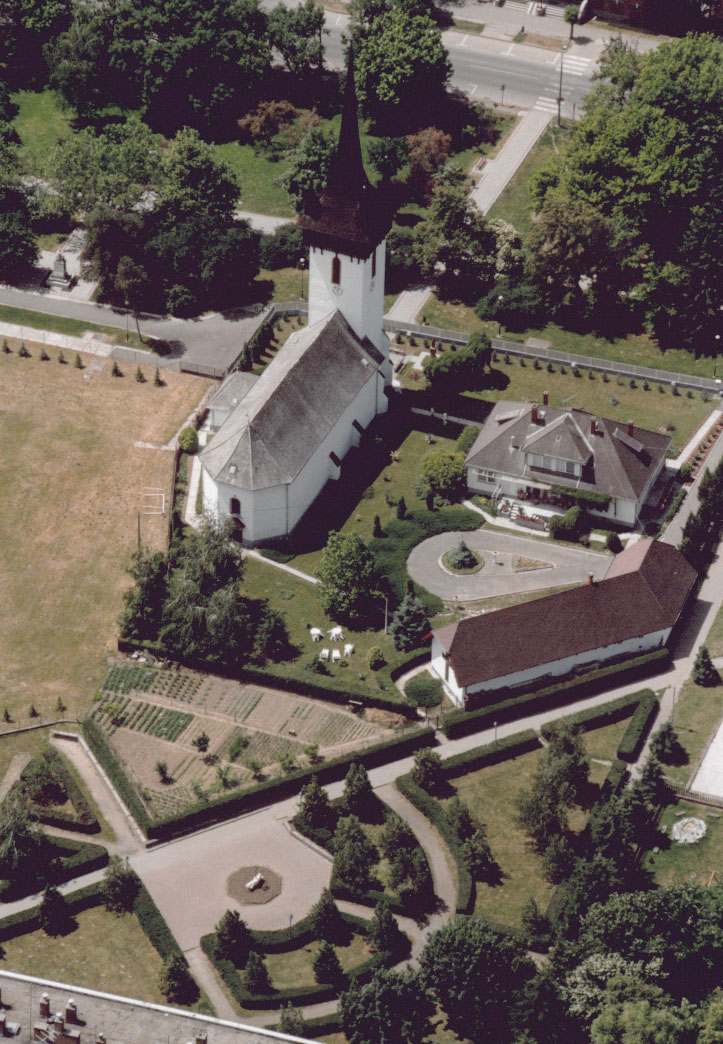
Flygfoto över Fehérgyarmats kyrka.

Fehérgyarmat är en mindre stad i distriktet med samma namn i provinsen Szabolcs-Szatmár-Bereg i nordöstra Ungern. Fehérgyarmat hade år 2001 totalt 9 046 invånare.